# Браслав Борозан
Браслав Борозан (Сплит, 1. јануар 1917 — Београд, 26. фебруар 1988) био је југословенски филмски и позоришни глумац, позоришни редитељ, драмски и прозни писац, преводилац и сценограф. Писао је позоришне и књижевне критике и чланке. Преводио је с чешког језика. 

## Биографија
У Сплиту је завршио основну школу, ниже разреде гимназије и техничку школу. Студирао је у архитектуру у Загребу и Прагу. У партизанима од 1942. године. Водио је, режирао и глумио у културно-умјетничкој групи за Далмацију 1943. године, послије чега је члан је Казалишта народног ослобођења при Врховном штабу.
Награду Владе НР Србије добио је 1950. године за представу Сирано де Бержерак Едмона Ростана.
У позоришту је био активан четири деценије, од чега тридесет и три године у  Народном позоришту у Београду, највише као редитељ, почевши 1944. године. У пензију је отишао 1978. године. О том раздобљу написао је књигу Креативни тренутак.

## Филмографија
Глумац  |  
| Глумац | ▲ |
| ------ | - |

Дугометражни филм  |  ТВ филм
|                   | 1940 | 1950 | 1960 | 1970 | Укупно |
| ----------------- | ---- | ---- | ---- | ---- | ------ |
| Дугометражни филм | 2    | 2    | 1    | 0    | 5      |
| ТВ филм           | 0    | 0    | 1    | 1    | 2      |
| Укупно            | 2    | 2    | 2    | 1    | 7      |
|           | Назив                   | Улога                    |
| --------- | ----------------------- | ------------------------ |
| 1946      | У планинама Југославије | Драгојло (као Б Борозан) |
| 1947      | Славица                 | Станко                   |
| 1950-te ▲ |                         |                          |
| 1952      | Хоја! Леро!             | /                        |
| 1958      | Четири километра на сат | Свештеник                |
| 1960-te ▲ |                         |                          |
| 1968      | Пусти снови             | /                        |
|           | Назив             | Улога              |
| --------- | ----------------- | ------------------ |
| 1969      | На дан пожара     | Директор факултета |
| 1970-te ▲ |                   |                    |
| 1970      | Случај Опенхајмер | Арес Неглис        |

## Дела
- Прекинуто путовање: драма у три чина, Стожер, 1958.
- Редитељски коментари, Пододбор Матице хрватске, 1963.
- Носталгија : с комишке терасе прича, у: Могућности, 23  (10):  1040-1053
- Драме и комедије, Чакавски сабор, 1977.
- Конте Фифи Диоген: комедија у 5 слика, прилог у Позоришни живот 17/1962.
- Креативни тренутак, Народно позориште : Музеј позоришне уметности СР Србије : Алтера, 2009., приредила Дина Борозан